# Angel de la Torre

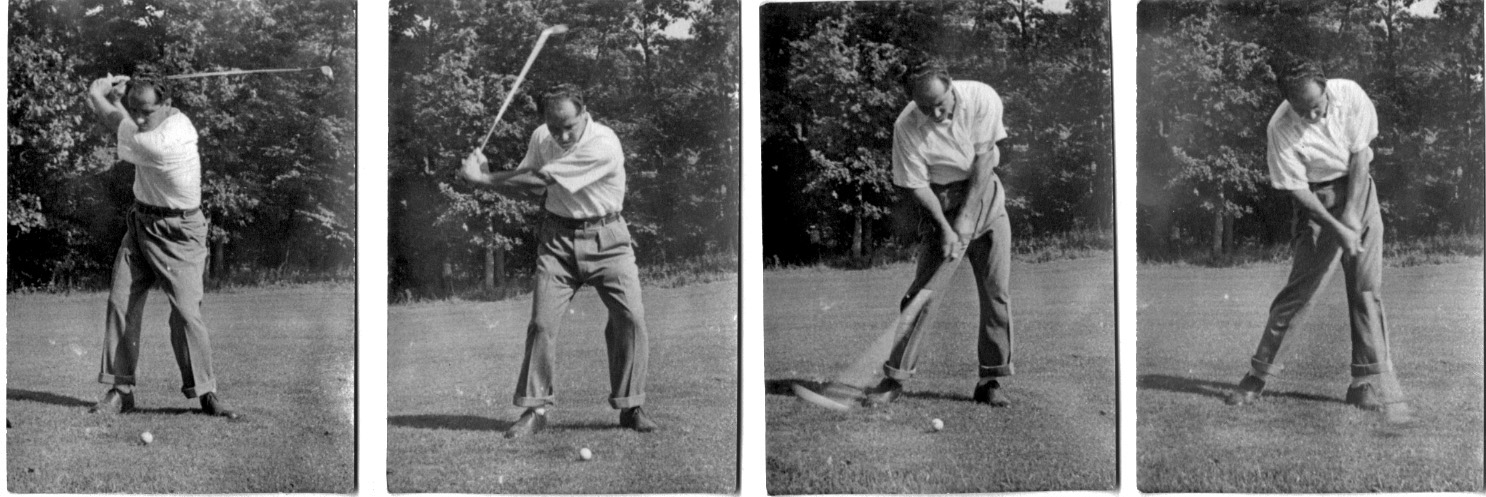
Angel de la Torre maakt een golfswing

Angel de la Torre (30 november 1896 - 28 augustus 1983) was de eerste golfleraar die ook professional golfer werd. Hij won bijf keer het Spaans Open en één keer het Spaanse PGA Kampioenschap.
Zijn oom Pedro de la Torre was greenkeeper op de oudste golfclub van Spanje, de Club de las Cuarenta Fanegas. Ook zijn vader, Ricardo de la Torre y Torres, werkte op de baan en al jong begon Angel als caddie te werken. In 1910 behaalde hij zijn eerste overwinning: een caddie toernooi.
In de zomer van 1913 werd hij naar Saint-Jean-de-Luz in Zuid-Frankrijk gestuurd om assistent te worden van Arnaud Massy op de Le Nivelle Golf Club. Arnaud Massy had in 1912 het eerste Spaans Open gewonnen. Angel werd die zomer opgeroepen voor militaire dienst maar werd gepromoveerd tot hoofd-professional. Hij was pas 17 jaar.
Na de zomer keerde hij terug na Madrid, waar hij clubpro werd op de Real Club de la Puerta de Hierro. Daar zette hij het baanrecord op zijn naam met een score van 65. Hij woonde boven de pro-shop, en daar werden zijn twee zonen geboren, Luis en Manuel.
In 1916 won hij de tweede editie van het Spaans Open, en in latere jaren nog vier keer.
In 1920 was er een sponsor die het mogelijk maakte dat Angel vijf jaar lang internationale toernooien kon spelen. Zo kwam hij ook in België en Engeland. In 1925 speelde hij zelfs in het US Open. Hij ging daarna les geven op de Timber Point Country Club in Great River Long Island, New York. Daar bleef hij tot 1932. Hij ging terug naar Spanje en werd pro op de nieuwe Club de Campo in Madrid tot 1936.
In mei 1936 ging hij naar Londen om een set golfclubs af te leveren die hij zelf ontworpen had. Vandaar reisde hij door naar de Verenigde Staten om een vriend te bezoeken. Toen de Spaanse Burgeroorlog uitbrak kwamen zijn vrouw en kinderen in oktober ook naar de VS. Hij vond een baan in Californië waar hij les ging geven op de Brookside Municipal Golf Course in Pasadena. Zijn volgende baan was op Lake Shore Country Club in Glencoe, Illinois, waar hij al gauw head-professional werd. Hij bleef daar 37 jaar in dienst. Later zou hij in de wintermaanden les geven op de Tamarisk Country Club in Palm Springs en in de zomermaanden op de Glenview Naval Air Station in Glenview, Illinois.

## Gewonnen
- 1916: Spaans Open
- 1917: Spaans Open
- 1919: Spaans Open
- 1923: Spaans Open
- 1925: Spaans Open
- 1935: Spaans PGA Kampioenschap

Angel de la Torre was getrouwd met Juana. Hun zoon Manuel werd ook golfprofessional en gaf 45 jaar lang les op de Milwaukee Country Club. Hun andere zoon Luis werd professor aan de Universiteit van Chicago. Hij werd ook fotograaf.